# Ягылъях
Ягылъях (устар. Ягыл-Ях) — река в России, левый приток Васюгана. Устье реки находится в 636 км по левому берегу реки Васюган. Длина реки Ягылъях составляет 368 км.
Река Ягылъях берёт начало на северо-востоке Омской области. Течёт на север, затем поворачивает на восток. В основном протекает по территории Томской области и впадает в Васюган вблизи посёлка Огнев-Яр. На реке в нижнем течении находится посёлок Коткино. В период паводка река является судоходной для малогабаритных судов.
Вдоль течения реки расположены нефтяные месторождения: Крапивинское, Двуреченское и Западно-Моисеевское. В начале 2011 года на нефтепроводе, принадлежащем ОАО «Томскнефть» ВНК, произошел разлив нефти, которая попала в реку Ягылъях. Количество попавшей в реку нефти и экологический ущерб устанавливаются.
В долине реки Ягылъяха произрастают редкие виды сосудистых растений и мхов

## Данные водного реестра
По данным государственного водного реестра России Еголъях относится к Верхнеобскому бассейновому округу, водохозяйственный участок реки — Васюган, речной подбассейн реки — бассейны притоков Оби (верхней) от Кети до Васюгана. Речной бассейн реки — Обь (верхняя) до впадения Иртыша.